# Camponotus rapax
Camponotus rapax é uma espécie de inseto do gênero Camponotus, pertencente à família Formicidae.